# Cycnos fils de Sthénélos
Pour les articles homonymes, voir Cycnos.
Dans la mythologie grecque, Cycnos (en grec ancien Κύκνος / Kúknos, « le cygne »), fils de Sthénélos et de l'Océanide Clymène, est roi de Ligurie après son père. 

## Mythe
Demi-frère de Phaéton (par sa mère) et très attaché à lui, il abandonna son royaume pour aller le pleurer sur les bords de l'Éridan lorsqu'il apprit la nouvelle de sa mort. Tout le jour, et souvent la nuit, il allait dans la solitude, le long du fleuve, exhalant ses plaintes par des chants mélancoliques auxquels se mêlaient le doux clapotement des eaux et le frémissement des peupliers (les Héliades, sœurs de Phaéton, métamorphosées). Il parvint à la vieillesse sans pouvoir se consoler. Les dieux eurent pitié de lui : ils changèrent en plumes ses cheveux blancs et le métamorphosèrent en cygne.
Sous cette forme, Cycnos se souvient encore de la foudre de Zeus qui a fait périr son demi-frère : il pousse encore de tristes plaintes, n'ose prendre son essor, rase la terre et habite l'élément le plus contraire au feu.
Selon Virgile, après la métamorphose de Cycnos son fils Cupavon lui a succédé sur le trône.

### Sources antiques
- Ovide, Métamorphoses [détail des éditions] [lire en ligne] (II, 367 et suiv.).
- Pausanias, Description de la Grèce [détail des éditions] [lire en ligne] (I, 30, 3).
- Virgile, Énéide [détail des éditions] [lire en ligne] (X, 186).